# Петровский, Иван Георгиевич
Ива́н Гео́ргиевич Петро́вский (5 [18] января 1901, Севск, Брянский уезд, Орловская губерния — 15 января 1973, Москва) — советский математик и деятель отечественного образования. Ректор МГУ имени М. В. Ломоносова (1951—1973). Академик АН СССР. Герой Социалистического Труда. Лауреат двух Сталинских премий.

## Биография
Родился в 1901 году в Севске (ныне Брянская область) в купеческой семье. Городское реальное училище окончил в 1917 году с отличными отметками по всем дисциплинам, кроме математики и рисования, получив по ним «четвёрки». Но рисовать он любил; любовь к искусству, живописи (к картинам Рембрандта, Серова, Нестерова) станет в дальнейшем неотъемлемой частью его натуры.
Сначала Иван Петровский поступает на естественное отделение физико-математического факультета Московского университета, но вскоре после революции и начавшейся гражданской войны оставляет его и возвращается в семью, переехавшую к этому времени в Елисаветград. Здесь Петровский служил конторщиком и учился в Елисаветградском механико-машиностроительном техникуме. Пытаясь читать книгу Н. Е. Жуковского по теоретической механике, он обнаружил, что ему для понимания данной книги недостаёт математических знаний; желая восполнить пробел, Иван знакомится с классической книгой П. Г. Дирихле «Теория чисел». Эта книга поразила его красотой и тонкостью математических построений и результатов, «потрясла и навсегда повернула его интересы в сторону математики». Вернувшись в Москву в университет в 1922 году, он определяется на математическое отделение физико-математического факультета.
В 1927 году студент 5-го курса Иван Петровский принял участие в первом Всероссийском съезде математиков, выступив с приветственной речью от имени молодёжи физико-математического факультета МГУ.
Окончив в том же году университет, Петровский поступил в аспирантуру, которую окончил в 1930 году. Научным руководителем Петровского был профессор Д. Ф. Егоров, оказавший на молодого математика большое влияние. С 1929 года Петровский работает в МГУ — в должности ассистента, затем доцента.
С 1933 года И. Г. Петровский — профессор МГУ имени М. В. Ломоносова. В 1935 году утверждён — без защиты диссертации — доктором физико-математических наук. Одновременно с работой в МГУ он с 1930 по 1941 год заведовал кафедрой на вечернем факультете Московского механико-машиностроительного института (тогдашнее название МВТУ имени Баумана).
7 сентября 1940 года Петровский был назначен исполняющим обязанности декана механико-математического факультета МГУ, а 4 октября того же года избран на эту должность (1 июля 1944 года освобождён от должности декана по личной просьбе). Во время Великой Отечественной войны руководил переездом МГУ осенью 1941 года в Ташкент (позднее — в Ашхабад, Свердловск) и возвращением в мае 1943 года в Москву.
В годы войны им была выполнена глубокая и содержательная работа о лакунах и диффузии волн. В 1943 году Петровский был избран членом-корреспондентом, а в 1946 году — действительным членом АН СССР, в 1949—1951 годах занимал должность академика-секретаря Отделения физико-математических наук, с 1953 года был членом Президиума Академии.
В 1951 году стал заведующим кафедрой дифференциальных уравнений мехмата МГУ (которую возглавлял вплоть до своей смерти в 1973 году). В том же году И. Г. Петровский избирается на должность ректора МГУ имени М. В. Ломоносова. Он был талантливым педагогом: по словам А. Н. Колмогорова, «его научные семинары всегда были центрами живой научной мысли», а их участники стали руководителями математических школ и направлений, по его учебникам обучаются студенты многих поколений. Среди его учеников: С. К. Годунов, О. А. Ладыженская, Е. М. Ландис, В. П. Михайлов, А. Д. Мышкис, О. А. Олейник, В. С. Рябенький, Е. П. Жидков.
Депутат 6 — 8 созывов (1962—1973) и член Президиума (1966—1973) ВС СССР. Член Советского комитета защиты мира (с 1955).

Могила И. Г. Петровского на Новодевичьем кладбище

Умер 15 января 1973 года в здании ЦК от приступа стенокардии, непосредственно после разговора в ЦК КПСС. Похоронен в Москве на Новодевичьем кладбище (участок № 7).

## Научная деятельность
К числу основных областей научных исследований И. Г. Петровского относятся: теория дифференциальных уравнений в частных производных, качественная теория обыкновенных дифференциальных уравнений, алгебраическая геометрия, теория вероятностей, математическая физика. Он заложил основы общей теории систем уравнений в частных производных, выделил и изучил среди таких систем классы эллиптических, гиперболических и параболических систем уравнений (доказав при этом в 1937 году аналитичность решений эллиптических систем). В 1935 году решил для уравнения теплопроводности первую краевую задачу при наиболее общих предположениях относительно границы области, а в 1936 году исследовал задачи с начальными условиями для гиперболических и параболических систем.
В теории систем обыкновенных дифференциальных уравнений в 1934 году И. Г. Петровский изучил поведение интегральных кривых такой системы в окрестности особой точки. В алгебраической геометрии он в 1949 году разработал метод для решения задачи о расположении овалов алгебраической кривой произвольного порядка, что позволило установить топологические свойства алгебраических многообразий любой размерности. Работы И. Г. Петровского по теории вероятностей существенно повлияли на развитие теории случайных процессов.

## Петровский — ректор МГУ
Иван Георгиевич Петровский

«… начал свою работу на посту ректора, когда строительство МГУ на Ленинских горах было в разгаре и ещё около трёх лет оставалось до переезда в новые здания. Одно строительство, осуществляемое небывалыми темпами, требовало огромного и постоянного внимания. Кадровые вопросы … требовательно ставились в порядок дня. И всё это на фоне текущей учебно-научной жизни, которая должна была идти бесперебойно и которая одна способна загрузить Ректора полностью.»
— академик А. Н. Несмеянов

[цит. по: Садовничий В. А.  22 года во главе МГУ — это подвиг: К 100-летию со дня рождения академика И. Г. Петровского // газета «Московский университет». — 2000, декабрь. — № 8 (3937).]
Обращая внимание на проблемы довузовского образования, Петровский был одним из инициаторов организации курсов повышения квалификации для учителей средних школ, учреждения заочной математической школы и школы-интерната при МГУ.
За время пребывания Петровского во главе первого вуза страны (второй по протяжённости срок ректорства в истории Московского университета — 21 год, 7 месяцев и 28 дней) его деятельность глубоко отразилась на всей жизни многотысячного коллектива. Было организовано более 70 кафедр и 200 лабораторий по новейшим направлениям. Обладая высоким научным авторитетом, ректор смог привлечь к работе в университете крупнейших учёных страны (в том числе более ста членов АН СССР). Осуществлялись мероприятия по сосредоточению основной научной работы на кафедрах. Университет вышел на первое место по числу аспирантов. Факультеты и институты получили новейшее экспериментальное оборудование. Много было сделано Петровским для расширения контактов с крупнейшими научными и образовательными центрами мира.
Коллеги Ивана Георгиевича по университету отмечали «одну из самых привлекательных черт его характера — доступность и интерес ко всему окружающему. У него не было определённых часов приёма, так как он принимал всегда, когда выдавалась свободная минута, стараясь помочь всем, кто обращался к нему за помощью, будь то общественная или личная просьба. Об этом хорошо знали студенты, учёные, сотрудники…».

## Кабинет Петровского
В 1973 году по завещанию И. Г. Петровского его личная библиотека была передана в Московский государственный университет, всего 20776 томов книг по математике на разных языках, издания русской и зарубежной литературы; большое количество автографов. В настоящий момент библиотека И. Г. Петровского хранится в Отделе редких книг и рукописей Научной библиотеки МГУ имени М. В. Ломоносова.

## Награды и звания
- Герой Социалистического Труда (13 марта 1969)[8]
- пять орденов Ленина (19 сентября 1953; 17 января 1961; 14 января 1967; 13 марта 1969; 15 января 1971)
- Орден Трудового Красного знамени (4 ноября 1944) — за выдающиеся заслуги в деле подготовки специалистов для народного хозяйства и культурного строительства
- Орден Трудового Красного Знамени (10 июгя 1945)
- Орден Трудового Красного Знамени (29 октября 1949)
- медали
- орден «Кирилл и Мефодий» I степени (1968; Болгария)
- орден Труда I степени (1964; Венгрия)
- орден «За заслуги перед Отечеством» (ГДР) I степени (1965)
- Кавалер ордена Почётного легиона (1971; Франция)[19]
- Сталинская премия I степени (1946) — за фундаментальные исследования в области теории дифференциальных уравнений с частными производными, завершающиеся статьями «О зависимости решения задачи Коши от начальных данных», «О диффузии волн в лакунах для систем гиперболических уравнений» (1943—1944)[20]
- Сталинская премия II степени (1952) — за учебники «Лекции по теории обыкновенных дифференциальных уравнений», «Лекции об уравнениях с частными производными» (1949—1951)
- Почётный доктор Карлова университета (Прага, 1960), Бухарестского (1962), Лундского (1968), Софийского (1972) университетов, иностранный почётный член Академии СРР (1965)[21]

## Высказывания

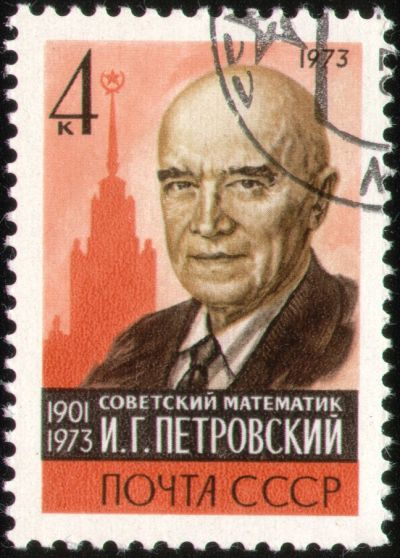
Почтовая марка СССР, 1973 год

- На административную работу можно назначать лишь того, кто её ненавидит.
- Я не спрашиваю вас, кто занимается этим вопросом. Мне нужен тот, кто его решает.
- Администратор не может принести пользы! Задача хорошего администратора — минимизировать вред, который он наносит.
- — Вы совершенно правы… (пауза) Но и я прав! Давайте разберёмся.
- — Законы пишутся для умных людей… (пауза) И чем глупее человек, тем настойчивее нужно объяснять ему смысл закона.— А. А. Кириллов «Об Иване Георгиевиче Петровском»

## Память
- 1973 — выпущена почтовая марка СССР, посвящённая И. Г. Петровскому.
- 1973 — названа «Улица Академика Петровского» в Москве[22].
- 1974 — названо научно-исследовательское судно «Академик Петровский».
- Имя академика носит Брянский государственный университет имени академика И. Г. Петровского.